# Per l'Italia nel mondo
Per l'Italia nel mondo of (Partito) Per l'Italia nel mondo con Tremaglia (Nederlands: Partij voor Italië in de Wereld met Tremaglia), was een Italiaanse politieke partij die vooral actief was onder Italianen die in het buitenland wonen. De partij stond onder leiding van Mirko Tremaglia.
(Partito) Per l'Italia nel mondo con Tremaglia was aangesloten bij het centrumrechtse Huis van de Vrijheden van Silvio Berlusconi en verwierf bij de Italiaanse parlementsverkiezingen van 2006 één zetel in de Kamer van Afgevaardigden.

## Zetelverdeling

### Kamer van Afgevaardigden
| Jaar | zetels |
| ---- | ------ |
| 2006 | 1      |